# Globulostylis rammelooana
Espèce
Globulostylis rammelooana (ou encore Globulostylis rammelooana Sonké, O.Lachenaud & Dessein) est une espèce de plantes tropicales de la famille des Rubiaceae et du genre Globulostylis, endémique du Cameroun.

## Étymologie
Son épithète spécifique rammelooana rend hommage à Jan Rammeloo, spécialiste de la flore africaine, ancien directeur du Jardin botanique de Meise en Belgique.

## Description
C'est un arbrisseau ou arbuste qui peut atteindre 4 m de hauteur

## Distribution
Endémique, relativement rare, l'espèce est surtout présente dans la Région du Sud (de Bipindi à Nyabessang), mais elle a été récoltée également dans Région du Sud-Ouest, sur le mont Etinde.